# Union de défense des commerçants et artisans
L'Union de défense des commerçants et artisans (UDCA) est un syndicat professionnel français d’extrême droite d'inspiration corporatiste fondé par Pierre Poujade en 1953 à Saint-Céré (Lot), dont le symbole est le coq gaulois.

## Historique
L'UDCA prend la tête d'une révolte de petits commerçants contre le fisc et ses agents, accusés de constituer une « Gestapo fiscale » [réf. nécessaire], s'opposant à la hausse de la fiscalité frappant les petits commerçants, à l'intensification des contrôles fiscaux décidée par Pierre Mendès France et surtout à la loi votée par le parlement à l'initiative du gouvernement qui autorisait l'emprisonnement de tout citoyen s'opposant à un contrôle [réf. nécessaire]. L'UDCA s'étend très rapidement dans une France rurale qui se désertifie et reste à l'écart de la croissance dans ce qui fut les « Trente Glorieuses ».
L'UDCA connut son plus grand succès trois ans et demi avant la fin de la IVe République. Elle organise une grande manifestation au Parc des expositions le 24 janvier 1955, qui rassemble une centaine de milliers de petits commerçants et artisans venus de la province, puis le février[pas clair] un meeting au Vélodrome d'Hiver pour réclamer un abattement à la base de 360 000 francs, une réforme fiscale et l'abrogation de « l'amendement Dorey », du nom du député MRP Henri Dorey, devenu article 5 de la loi du finances du 14 août 1954, qui permet d'emprisonner ceux qui s'opposent aux contrôles et renforce leur efficacité en édictant des pénalités en matière de contrôle fiscal, une réforme qui devient rapidement un point de fixation de la contestation poujadiste.
L'UDCA compte jusqu'à 450 000 cotisants [réf. nécessaire] dans les années 1955-1956 et près de 5 000 élus consulaires et sociaux [réf. nécessaire].
Son ascension s'effectue sur fond de tensions au sein du Parti radical, miné par les divisions au sujet de la décolonisation. Lors des élections cantonales d'avril 1955, dernier scrutin avant la scission des radicaux et quelques jours avant le congrès extraordinaire convoqué pour trancher ces divisions, le radical Edgar Faure, nouveau président du Conseil, est défié dans sa circonscription par le populiste Pierre Poujade. L'un des proches d'Edgar Faure à son cabinet Valéry Giscard d'Estaing se déplace dans le Jura pour le défendre. En participant à la campagne, il découvre que la salle où sera organisée le meeting de Pierre Poujade est alimentée en électricité de la mairie, occupée par Edgar Faure, et lui coupe le courant à deux reprises,.
Le 2 janvier 1956, dans sa version électorale, l'Union et fraternité française (UFF), l'UDCA réalise une stupéfiante percée électorale aux élections législatives françaises de 1956 où elle obtient 2,4 millions de suffrages (11,6 %)[réf. nécessaire] et 52 députés (dont 11 furent invalidés) à l'Assemblée nationale. Présenté à Pierre Poujade par le président des Anciens d'Indochine, Roger Delpey, et le commissaire Jean Dides, puis nommé délégué national de l'UDCA et animateur de sa branche de jeunesse, l'Union de défense de la jeunesse française, Jean-Marie Le Pen se présente dans la première circonscription de la Seine où il obtient  8,1 % des suffrages exprimés, et est élu grâce au système de la proportionnelle départementale, mais sera exclu, en mai 1957, de l'UDCA trois mois après son retour en France métropolitaine en janvier 1957.
Le mouvement gagne en popularité auprès des partisans de l'Algérie française et dépasse dès lors le simple stade de la lutte anti-fiscale. Le discours poujadiste se radicalise et la haine des « métèques » et des juifs s'y retrouve de plus en plus fréquemment.
En mars 1956, une directive du ministère des Finances énonce : « La loi fiscale doit être appliquée. Nous ne pouvons envisager de mesure de clémence tant que se poursuivent les mouvements d'opposition fiscale » alors que les fonctionnaires s'attendent à une recrudescence des incidents lors des contrôles fiscaux ; les petits commerçants faisant la chasse aux polyvalents. Cependant, en ayant transformé son mouvement protestataire en parti politique, Pierre Poujade va peu à peu se couper de sa base populaire sans pour autant acquérir une stature nationale et le poujadisme sera finalement perçu par l'opinion publique comme une réaction épidermique des petits commerçants en lutte contre le fisc.
Le syndicat est dissous en 1962.